# Notes

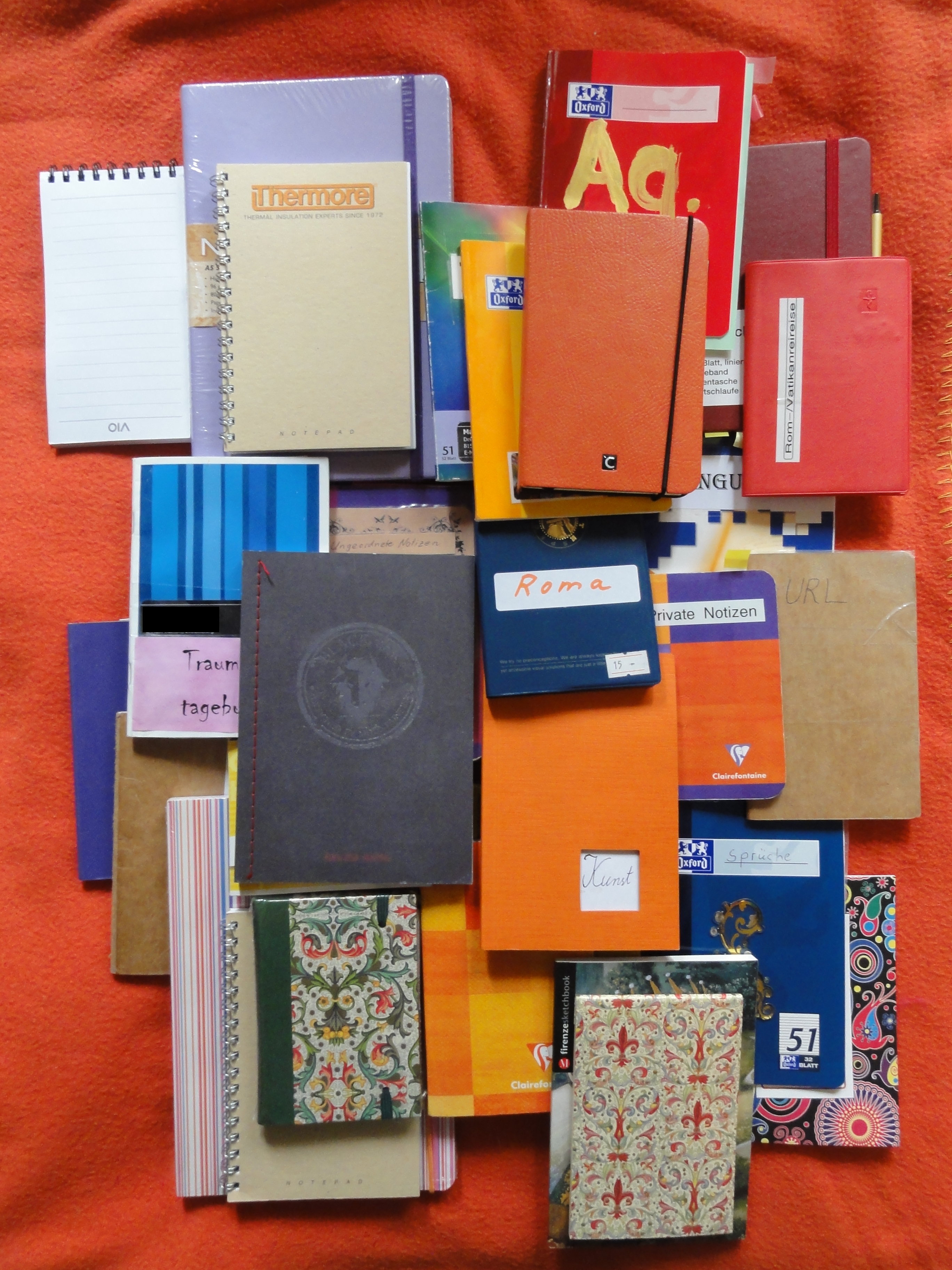
Notesy

Notes, notatnik, notesik – plik zszytych kartek papieru, zwykle w sztywnej oprawie, który służy do zapisywania osobistych notatek.
Notes elektroniczny również służy do zapisywania notatek, lecz notatki zamiast na papierze są prezentowane na wyświetlaczu i zapisywane za pomocą klawiatury lub rysikiem i pismem odręcznym na dotykowym wyświetlaczu. Notes elektroniczny często występuje w urządzeniach przenośnych takich jak palmtop.